# Сиссе, Филипе
Филипе Сиссе (порт. Filipe Sissé; род. 22 июня 2001) — португальский футболист, полузащитник шведского «Варберга».

## Клубная карьера
На молодёжном уровне выступал за лиссабонский «Спортинг» и «Жил Висенте». Взрослую карьеру начал в «Мондиненсе» в третьей лиге, за которую провёл 18 матчей. Летом 2021 года присоединился к испанскому «Манчего».
Летом 2022 года на протяжении нескольких недель тренировался с шведским «Варбергом», с которым в итоге 11 августа подписал контракт на четыре с половиной года. Через три дня в игре очередного тура с «Дегерфорсом» дебютировал за клуб в чемпионате Швеции. Сиссе вышел на поле в стартовом составе и на 83-й минуте уступил место Филипу Буману.

## Клубная статистика
| Выступление      | Выступление          | Выступление      | Лига | Лига | Кубки | Кубки | Конт. кубки | Конт. кубки | Итого | Итого |
| Клуб             | Лига                 | Сезон            | Игры | Голы | Игры  | Голы  | Игры        | Голы        | Игры  | Голы  |
| ---------------- | -------------------- | ---------------- | ---- | ---- | ----- | ----- | ----------- | ----------- | ----- | ----- |
| Мондиненсе       | Третья лига          | 2020/21          | 18   | 0    | 0     | 0     | 0           | 0           | 18    | 0     |
| Мондиненсе       | Итого                | Итого            | 18   | 0    | 0     | 0     | 0           | 0           | 18    | 0     |
| Манчего          | Третий дивизион RFEF | 2021/22          | 26   | 0    | 0     | 0     | 0           | 0           | 26    | 0     |
| Манчего          | Итого                | Итого            | 26   | 0    | 0     | 0     | 0           | 0           | 26    | 0     |
| Варберг          | Алльсвенскан         | 2022             | 1    | 0    | 0     | 0     | 0           | 0           | 1     | 0     |
| Варберг          | Итого                | Итого            | 1    | 0    | 0     | 0     | 0           | 0           | 1     | 0     |
| Всего за карьеру | Всего за карьеру     | Всего за карьеру | 45   | 0    | 0     | 0     | 0           | 0           | 45    | 0     |